# Будаерш
Будаерш (мађ. Budaörs) град је у Мађарској. Будаерш је значајан град у оквиру жупаније Пешта, а истовремено и важно предграђе престонице државе, Будимпеште.
Град има 27.665 становника према подацима из 2008. године.
У Геделу се налзи један од најзначајнијих двораца у Мађарској из времена Хабзбурга.

## Географија
Град Будаерш се налази у средишњем делу Мађарске. Од престонице Будимпеште град је удаљен 20 километара југозападно. Град се налази у северном делу Панонске низије.

## Историја
На почетку 20. века у Будаершу месту у Пештанској жупанији живи само један Србин православац.
Код Будаерша се десио окршај трупа бившег краља Карла са републиканским трупама Хортија, јуна 1921. године. Страдале су Карлове присталице.
Ту се налази будимпештански аеродром, отворен јуна 1937. године од стране краљевског намесника адмирала Николе Хортија.
У месту делује Српска мањинска самоуправа под председништвом Марине Александрић Ремели, за период 2014-2019.

## Становништво
По процени из 2017. у граду је живело 28.677 становника.
| 1990.  | 2001.  | 2011.  | 2017.  |
| ------ | ------ | ------ | ------ |
| 19.820 | 23.721 | 26.757 | 28.677 |

## Партнерски градови
- Брецфелд
- Кањижа
- Нова Вјеска
- Пиргос